# Habutarus
Habutarus is een geslacht van kevers uit de familie van de loopkevers (Carabidae). De wetenschappelijke naam van het geslacht is voor het eerst geldig gepubliceerd in 1983 door Ball & Hilchie.

## Soorten
Het geslacht Habutarus omvat de volgende soorten:
- Habutarus abboti Baehr, 2008
- Habutarus calderi Baehr, 2008
- Habutarus canaliculatus Baehr, 2008
- Habutarus chillagoensis Baehr, 2008
- Habutarus convexipennis Baehr, 2008
- Habutarus crassiceps Macleay, 1871
- Habutarus demarzi Baehr, 2008
- Habutarus eungellae Baehr, 2008
- Habutarus iridipennis Baehr, 2008
- Habutarus kirramae Baehr, 2008
- Habutarus laticeps Baehr, 2008
- Habutarus madang Baehr, 2008
- Habutarus monteithi Baehr, 2008
- Habutarus morosus Sloane, 1915
- Habutarus nitidicollis Baehr, 2008
- Habutarus opacipennis Baehr, 2008
- Habutarus papua Darlington, 1968
- Habutarus parviceps Baehr, 2008
- Habutarus pilosus Baehr, 1996
- Habutarus punctatipennis Baehr, 2008
- Habutarus rugosipennis Baehr, 2008
- Habutarus wau Baehr, 2008
- Habutarus weiri Baehr, 2008